# حاجز بن عوف الأزدي
حاجز بن عوف السلاماني الزهراني الأزدي، 
شاعر جاهلي مقل من شعراء اللصوص المغيرين العدائين الذين يدركون الخيل عدواً، والده «عوف بن الحارث الأزدي».
وكان حليف لبني مخزوم بن يقظة بن مرة بن كلاب بن لؤي، وفي ذلك يقول:

## أشد وأسرع عدوه
أَورده صاحب الأغاني أبو الفرج الأصفهاني في ترجمة حاجز الأزدي، عن ابن دريد بسنده قال:
«أخبرني محمد بن الحسن بن دريد، قال: حدثني العباس بن هشام، عن أبيه، عن عوف بن الحارث الأزدي، أنه قال لابنه حاجز بن عوف: أخبرني يا بني بأشد عدوك. قال: نعم، أفزعتني خثعم فنزوت نزواتٍ، ثم استفزتني الخيل واصطف لي ظبيان، فجعلت أنهتهما بيدي عن الطريق، ومنعاني أن أتجاوزها في العدو لضيق الطريق حتى اتسع واتسعت بنا، فسبقتهما. فقال له: فهل جاراك أحدٌ في العدو؟ قال: ما رأيت أحداً جاراني إلا أطيلس أعسر من البقوم، فإذا عدونا معاً فلم أقدر على سبقه. قال: البقوم بطن من الأزد من ولد باقم، واسمه عامر بن حوالة بن الهنوء بن الأزد».

## أبيات منقصيدةله
وفيها يتفاخر حاجز بن عوف في ايام بنو الحجر في الجاهليه ومنها يوم كراء، يوم الاراكات، يوم تنومة، يوم شروم وجميعها في بلاد الحجر.

## وفاته
توفي قبيل الإسلام بفترة قصيرة.

## وصلات خارجية
- ديوان حاجز بن عوف الأزدي في بوابة الشعراء